# 休·阿伦·奥利弗·希尔
休·阿伦·奥利弗·希尔（1937年5月23日—2021年7月30日）是一位英国化学家，牛津大学瓦德漢學院榮譽退休教授，专攻生物无机化学，1990年当选皇家学会会士，2010年获皇家獎章。